# カラスウ (ウズベキスタン)
カラスウ (ラテン文字:Qorasuv、Korasuv、ウズベク語: Qorasuv / Қорасув; ロシア語: Карасу、キルギス語: Кара Суу) はウズベキスタン・アンディジャン州の都市である。州都アンディジャンから東に50kmの地点にあり、キルギスとの国境の町である。都市名はウズベク語で「黒い水」を意味する。(カラが黒、スウが水) 2012年現在の人口は約28,000人である。

## 概要
都市名は、モンゴル帝国時代に周辺一帯のカラスウ平原で行われたカラスウの会戦に由来する。なお、国境を挟んだキルギス側の都市名もカラスウである。 (ラテン文字表記では、ウズベキスタン側がQorasuv、キルギス側がKara-Suuと異なる) もともとこれら二つの都市は一つの都市を形成していたが、ソビエト連邦時代に分割されて今に至る。2005年春にアンディジャン事件が起きた際には、カラスウから約6000人がキルギスへと逃れた。国境の街ということもあって交易が盛んであり、特にコットンシードオイル (綿実油) の売買が盛んである。